# Widdringtonia wallichii
Widdringtonia wallichii (ciprés de Clanwilliam) es una especie de  Widdringtonia.

## Hábitat
Es nativa de Sudáfrica, en donde es endémica de  las Montañas Cederberg al noreste de Ciudad del Cabo en la Provincia Occidental del Cabo. Está amenazada por la destrucción de hábitat.

## Descripción
Es un árbol perennifolio que crece una altura de 5–7 m (raramente 20 m) . Las  hojas se parecen a escamas, 1,5 mm de largo y 1 mm de ancho en los pequeños brotes, de hasta 15 mm de largo en los brotes de fuerte crecimiento, y están dispuestos en pares decusados. Los conos son globosos a rectangulares, de 2–3 cm de longitud, con cuatro escamas.
Era anteriormente llamada "cedro de Clanwilliam" pero ha sido renombrada ciprés de Clanwilliam para reflejar mejor sus relaciones botánicas.

## Propiedades
El aceite esencial derivado de las hojas contiene terpineno-4-ol (36,0%), sabineno (19,2%), γ-terpineno (10,4%), α-terpineno (5,5%) y mirceno (5,5%). La madera contiene thujopseno (47,1%), α-cedrol (10,7%), widdrol (8,5%) y cupareno (4,0%).

## Taxonomía
Widdringtonia wallichii fue descrita por Endl. ex Carrière y publicado en Synopsis Coniferarum 34. 1847.
Etimología
Widdringtonia: nombre genérico que fue dado por el botánico austriaco Stephan Ladislaus Endlicher para honrar al comandante británico Samuel Edward Cook, alias Widdrington ( 1787 - 1856 ), experto en bosques de coníferas españolas. En 1842 Widdrington publicó el último de una serie de tres artículos sobre las especies de Pinus y Abies, mientras que en el ínterin Endlicher buscando un nombre para el género; de hecho, dos nombres propuestos por él, antes habían sido adoptados oficialmente para otras dos especies. Endlicher no perdió el humor y propuso el nombre de Widdrington, que acababa de cambiar su propio nombre (de Cook, nombre bajo el que había publicado sus dos primeros trabajos en 1839, por el de Widdrington en 1840).
wallichii: epíteto otorgado en honor del botánico danés Nathaniel Wallich.
Sinonimia
- Callitris arborea Schrad. ex D.E.Hutchins
- Widdringtonia cedarbergensis J.A.Marsh
- Widdringtonia wallichiana Gordon[8][9]